# Luchthaven Ørsta/Volda Hovden
Luchthaven Ørsta/Volda Hovden (IATA: HOV, ICAO: ENOV) is een vliegveld in de gemeente Ørsta in de provincie Møre og Romsdal in Noorwegen. Het ligt bij het dorp Hovdebygda.
Het vliegveld werd geopend in 1971. Het werd toen geëxploiteerd door de gemeente. In 1997 werd het vliegveld overgenomen door de staat. Avinor is nu verantwoordelijk voor de exploitatie. Het wordt bediend door Widerøe die vluchten verzorgt naar onder meer Oslo, Bergen en Florø.